# Seget Donji (kulturno-povijesna cjelina)
Kulturno-povijesna cjelina Seget Donji, obuhvaća povijesnu jezgru mjesta Seget Donji, općina Seget, zaštićeno kulturno dobro.

## Opis dobra
Povijesna jezgra Segeta Donjeg nastala je kao utvrđeno naselje u 16. st. Seget je utvrđen zidinama visokim oko 4,5 m s četvrtastim ugaonim kulama ojačanim u podnožju skarpom s oblim kordonskim vijencem. Jugoistočna kula s bedemom nije sačuvana. Seget ima odlike planiranog naselja dim. 85 x 70 m s dvije poprečne i tri uzdužne komunikacije. Na sjecištu dviju glavnih ulica nalazi se trg Brce s crkvom Gospe od Ružarija. Kuće unutar naselja nastale su u periodu od 16. – 19.st. kao prizemnice ili katnice s gospodarskom namjenom prizemlja i stambenim prostorom na katu kojem se pristupa preko vanjskog kamenog stubišta. Van zidina, od nekoliko redova kuća formira se Varoš u 18.st.

## Zaštita
Pod oznakom Z-2992 zavedena je kao nepokretno kulturno dobro - kulturno-povijesna cjelina, pravna statusa zaštićena kulturnog dobra, klasificirano kao "urbana cjelina".